# Galleri över landskapsvapen i Estland
Ett galleri över Estlands nuvarande landskapsvapen.

Harjumaa (Harrien)
Hiiumaa (Dagö)
Ida-Virumaa (Östra Wierland)
Jõgevamaa
Järvamaa (Jerwen)
Läänemaa (Wiek)
Lääne-Virumaa (Västra Wierland)
Põlvamaa
Pärnumaa
Raplamaa
Saaremaa (Ösel)
Tartumaa
Valgamaa
Viljandimaa
Võrumaa